# Bundesstraße 310
De Bundesstraße 310 (afkorting: B 310) is een  bundesstraße in de Duitse deelstaat Beieren.
De begint in Oberjoch en loopt via Wertach naar Oy-Mittelberg naar Pfronten. De weg is 20 kilometer lang

## Routebeschrijving
De bundesstraße begint bij de rondweg van {Oberjoch aan de B 308 in het Landkreis Oberallgäu in de regio Zwaben en loopt in noordelijke richting langs de rivier de Wertach door talrijke gehuchten zoals Unterjoch), loopt de weg om Wertach, om via de rondweg van Oy-Mittelberg aan te sluiten op de A7. De B310 begint weer bij afrit Füssen en loopt met een rondweg langs Füssen en sluit ten noorden van het stadje aan op de B16.
Voorheen liep de weg zuidwaarts door via Nesselwang en Pfronten naar Füssen. Dit gedeelte heeft door het gereedkomen van de A7 zijn doorgaande functie verloren en is afgewaardeerd tot Staatstraße. De weg is hier, tot aan afrit Füssen vervangen door de A7.
B2 · B2a · B2R · B3 · B4 · B4R · B8 · B10 · B11 · B12 · B13 · B13n · B14 · B15 · B15n · B16 · B17 · B18 · B19 · B20 · B21 · B22 · B23 · B25 · B26 · B26a · B27 · B28 · B28a · B29 · B30 · B31 · B31a · B32 · B33 · B33a · B34 · B35 · B36 · B37 · B38 · B38a · B39 · B44 · B45 · B47 · B85 · B89 · B131n · B173 · B276 · B278 · B279 · B285 · B286 · B287 · B289 · B290 · B291 · B292 · B293 · B294 · B295 · B296 · B297 · B298 · B299 · B300 · B301 · B302 · B303 · B304 · B305 · B306 · B307 · B308 · B309 · B310 · B311 · B312 · B313 · B314 · B315 · B316 · B317 · B318 · B319 · B340 · B378 · B388 · B415 · B425 · B426 · B462 · B463 · B464 · B465 · B466 · B467 · B468 · B469 · B470 · B471 · B472 · B491 · B492 · B500 · B505 · B512 · B523 · B532 · B533 · B535 · B588 · B999